# Santa Fe (Argentina)
Santa Fe de la Vera Cruz è una città dell'Argentina, capoluogo dell'omonima provincia. Ha una popolazione di circa 430 000 abitanti (2014), mentre la sua area metropolitana raggiunge i 550 000 abitanti (2014) ed è la nona dell'Argentina.
Santa Fe è il principale centro commerciale e il nodo di trasporto per una ricca area agricola che produce grano, oli vegetali e carne.

## Geografia fisica
È situata nella parte nord-orientale del paese, al confine orientale della Pampa, presso la confluenza del fiume Salado del Norte con la Laguna Setúbal, emissaria del fiume Paraná. Sorge a 475 km a nord-ovest di Buenos Aires e a 170 km a nord di Rosario.

## Storia

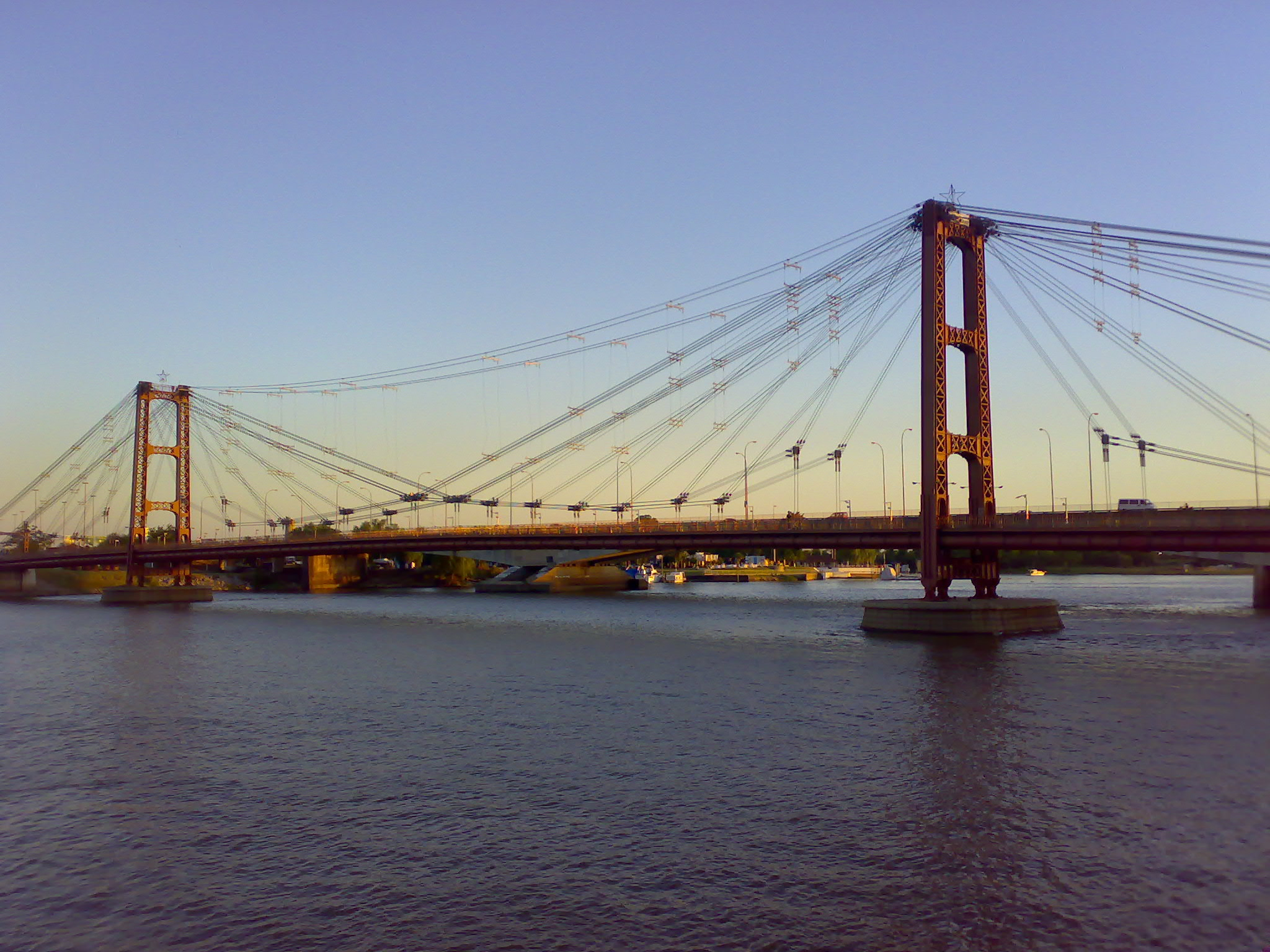
Ponte Sospeso

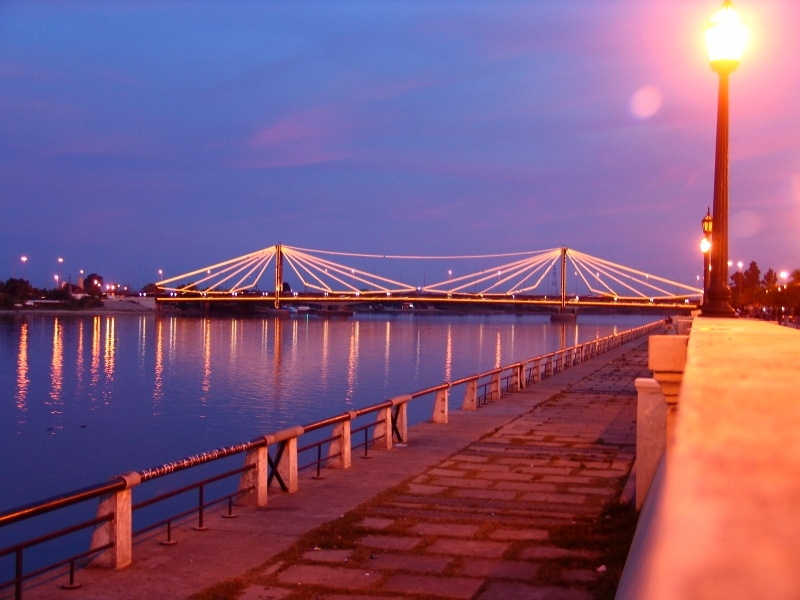
Ponte Sospeso, veduta notturna

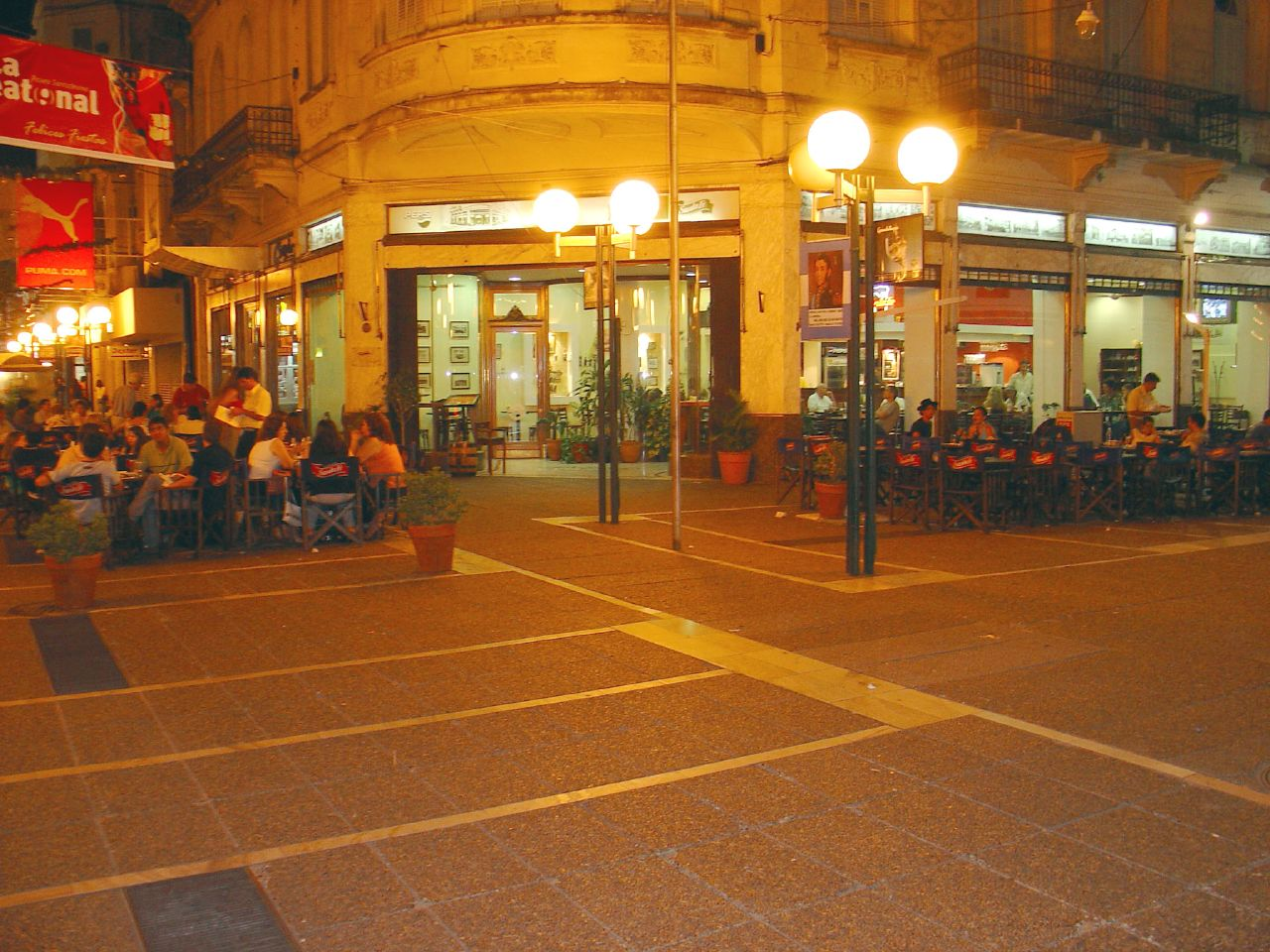
Calle San Martín

Santa Fe fu fondata da Juan de Garay il 15 novembre 1573, come scalo intermedio tra Asunción e Buenos Aires sul fiume Paraná. Questo insediamento era situato presso l'odierna località di Cayastá, a 80 km a nord-est dell'attuale città. Nel suo poema del 1602 La Argentina Martín del Barco Centenera definisce gli abitanti di Santa Fe come "argentini", è la prima volta nella letteratura che viene utilizzato questo etnico.
Tuttavia, a causa dei continui attacchi degli indigeni, delle inondazioni e del clima insalubre, i primi colonizzatori dovettero abbandonare il primo insediamento e stabilirsi sull'area occupata dall'odierna città di Santa Fe. Lo spostamento del centro abitato fu effettuato in un lasso di tempo che va dal 5 ottobre 1650 al dicembre 1660. Sempre nel 1660 un gruppo di santafesini attraversa il Paraná e fonda sulla riva opposta il forte di Baxada de Santa Fe, primitivo nucleo dell'odierna città di Paraná. Nel 1663 Santa Fe fu insignita dai sovrani spagnoli del titolo di Puerto Preciso, ovverosia di porto presso il quale tutte le imbarcazioni che navigavano lungo il Paraná erano tenute a ormeggiarsi e a registrarsi. Nel 1725 un gruppo di residenti di Santa Fe fonda lungo il Paraná il villaggio di Villa del Rosario. La città divenne capitale provinciale nel 1814, quando il territorio della provincia di Santa Fe fu separato dalla provincia di Buenos Aires dall'Assemblea Nazionale Costituente. Nel maggio 1853 fu ratificata nel Cabildo cittadino la prima Costituzione dell'Argentina.
Santa Fe fu, fino alla fine dell'Ottocento, la città più popolosa della provincia omonima. A partire dall'ultimo decennio del XIX secolo, e ancor più agli inizi del secolo successivo, fu ampiamente superata in popolazione e importanza economica dalla città di Rosario, diventata un importante snodo stradale, fluviale e ferroviario.
La città, anche nell'attuale collocazione, non è immune dalle inondazioni. Il 29 aprile 2003 il livello del fiume Salado si alzò di quasi 2 metri nel giro di un paio d'ore in seguito a un forte acquazzone, causando una catastrofica alluvione. Non meno di 100 000 persone furono fatte evacuare, e ampi settori della città rimasero allagati per più di una settimana.

## Monumenti e luoghi d'interesse

### Architetture civili
- Palazzo del Governo
- Ponte Sospeso

### Architetture religiose

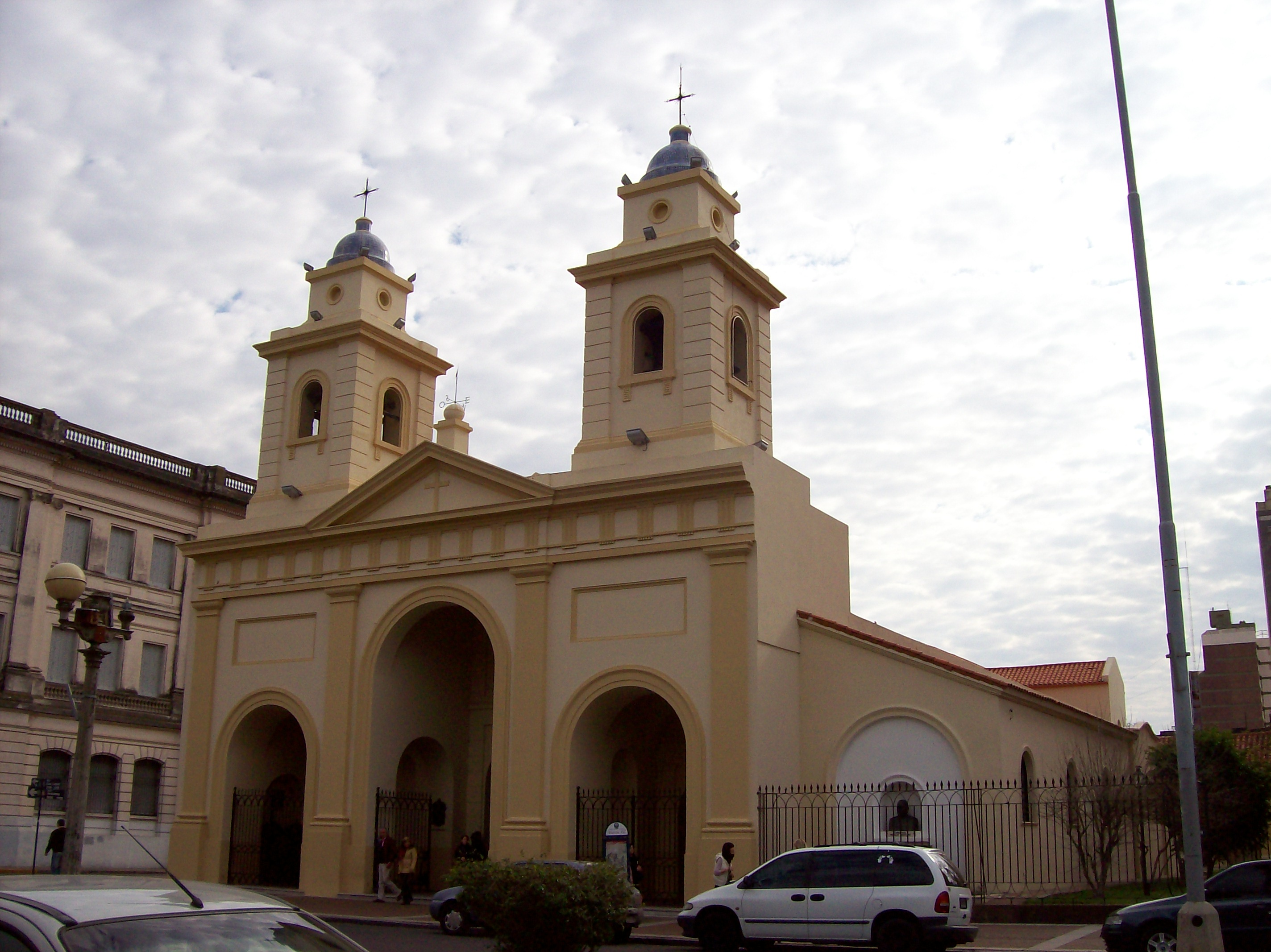
La Cattedrale di Ognissanti

- Cattedrale di Ognissanti, fu costruita nella metà del XVII secolo e rifatta in forme neoclassiche nel XIX secolo. È sede dell'arcidiocesi di Santa Fe de la Vera Cruz.
- Chiesa e convento di San Francesco, costruito nella seconda metà del XVII secolo, presenta interessanti elementi dell'architettura neocoloniale della regione del Litorale. Al suo interno è sepolto il brigadiere Lopez.
- Santuario di Nostra Signora dei Miracoli, costruita nel 1660, si affaccia sulla centralissima Plaza 25 de Mayo.
- Chiesa di Nostra Signora del Rosario

## Cultura

### Istruzione

#### Musei
Santa Fe ospita il Museo Storico Provinciale Brigadiere Estanislao López, il Museo Etnografico e Coloniale Juan de Garay, Museo Provinciale di Belle Arti Rosa Galisteo de Rodríguez, Museo del Convento di San Francesco, Museo Municipali di Arti Visuali, Museo del Teatro, Museo Provinciale di Scienze Naturali Florentino Ameghino, Museo Casa de Los Aldao, Museo Ferroviario Regionale di Santa Fe, Museo d'Arte Contemporanea UNL, Museo del Porto, Museo del Medico, Museo Ebraico di Santa Fe Hinenu, Museo Storico UNL, Museo della Città, Museo Malvinas.

#### Università
È sede dell'Università Cattolica di Santa Fe, inaugurata nel 1959, e dell'Università Nazionale del Litorale, fondata come Università Provinciale nel 1889, e dal 1919 con l'attuale denominazione.

### Media

#### Stampa
- El Litoral, quotidiano locale, fondato nel 1918.

#### Radio
Le principali emittenti radiofoniche di Santa Fe sono:
- LRI428 La X
- LT10 Radio Universidad Nacional del Litoral
- Radio Eme

#### Televisione
I principali canali televisioni dell'area santafesina sono:
- Canal 13
- Cable y Diario Canal 14

### Teatri

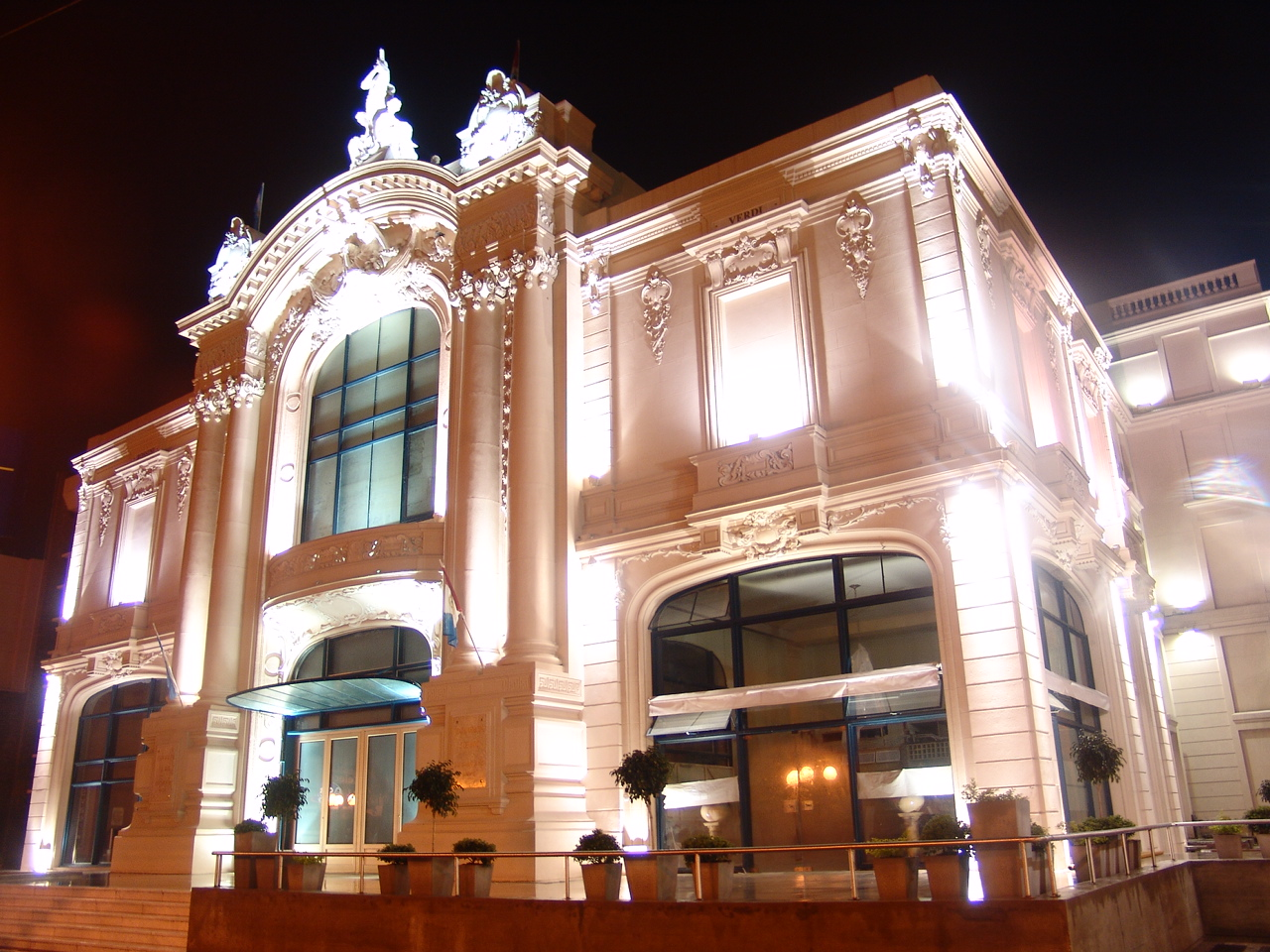
Teatro Municipale

- Teatro Primero de Mayo o Teatro Municipal, costruito per iniziativa municipale tra il 1903 e il 1905, fu progettato dall'architetto Augusto Plou e riflette lo stile Luigi XV. La facciata è ornata da un gruppo scultoreo rappresentante le allegorie della musica e della danza, opera dello scultore Nicolás Gulli; all'interno si evidenzia una tela anulare dipinta da Nazareno Orlandi. Ammodernato tra il 1971 e il 1973 con un impianto elettronico di illuminotecnica e con il condizionamento d'aria, ha una capacità di 1 050 spettatori.

## Infrastrutture e trasporti

### Aeroporti
Santa Fe è servita dall'aeroporto di Sauce Viejo, situato a 20 km a sud-ovest, presso la città di Santo Tomé.

### Strade
Santa Fe è collegata alla più importante Rosario, che si trova 170 km più a sud, dall'Autostrada Brigadier Estanislao López e dalla strada nazionale 11.
È collegata con la vicina città di Paraná e la provincia di Entre Ríos dalla strada nazionale 168.

### Porti
La città possiede un porto fluviale collegato tramite un canale con il porto di Colastiné, sul fiume Paraná.

## Amministrazione

### Gemellaggi
- Cuneo
- Aarau
- Encontrado
- Afula
- Haifa
- Callao
- Montevideo
- Canelones
- Rosolini
- Santa Fe Springs
- Orlando
- Tétouan
- Asunción
- Ypacaraí
- Ciudad del Este
- Lagos
- Iquique
- Durban
- Città del Capo

## Sport

### Calcio
Le due principali società sportive cittadine sono il Club Atlético Colón e il Club Atlético Unión. Le squadre di calcio delle due polisportive sono divise da un'antica rivalità stracittadina e la partita che vede le due squadre affrontarsi è soprannominata el Clásico santafesino.